# Phaonia suspiciosa
Phaonia suspiciosa este o specie de muște din genul Phaonia, familia Muscidae. A fost descrisă pentru prima dată de Stein în anul 1907. Conform Catalogue of Life specia Phaonia suspiciosa nu are subspecii cunoscute.